# أبصار أبخازي

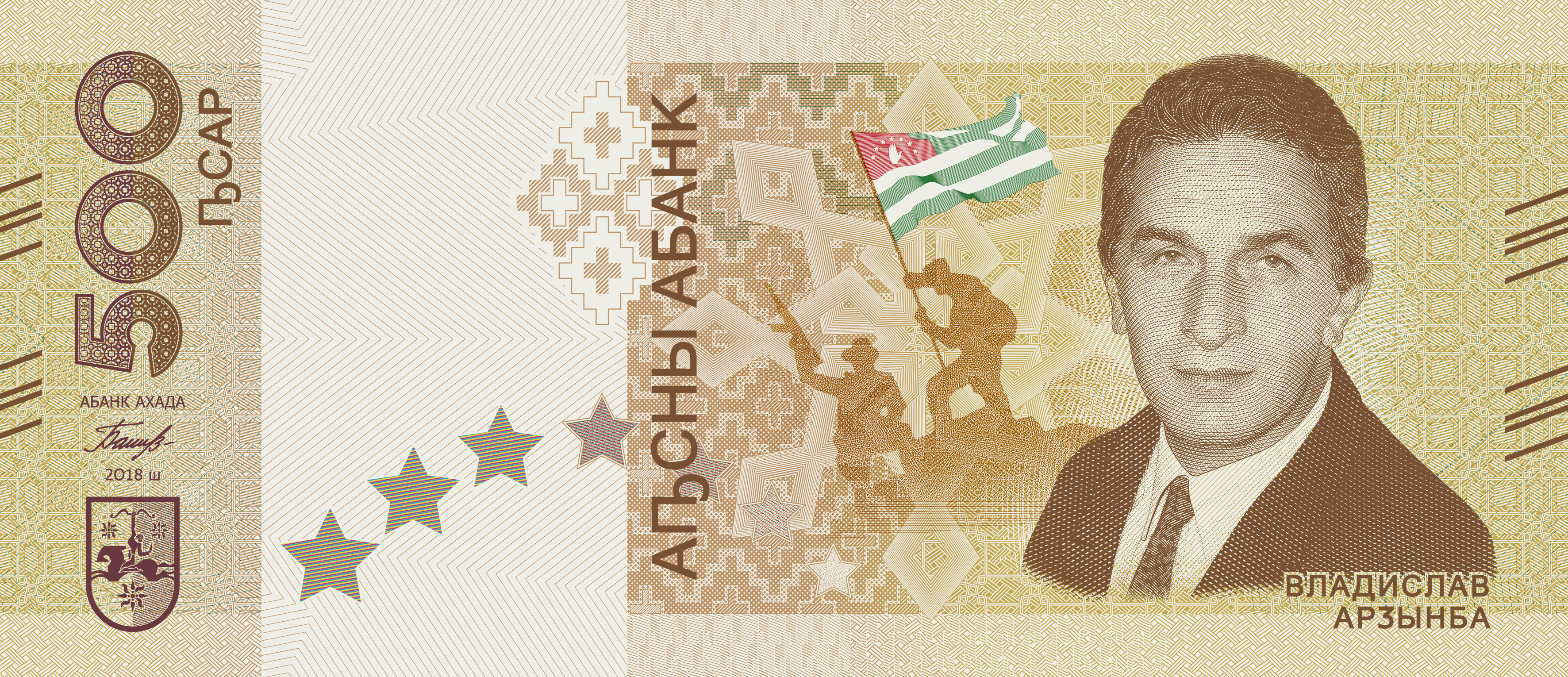

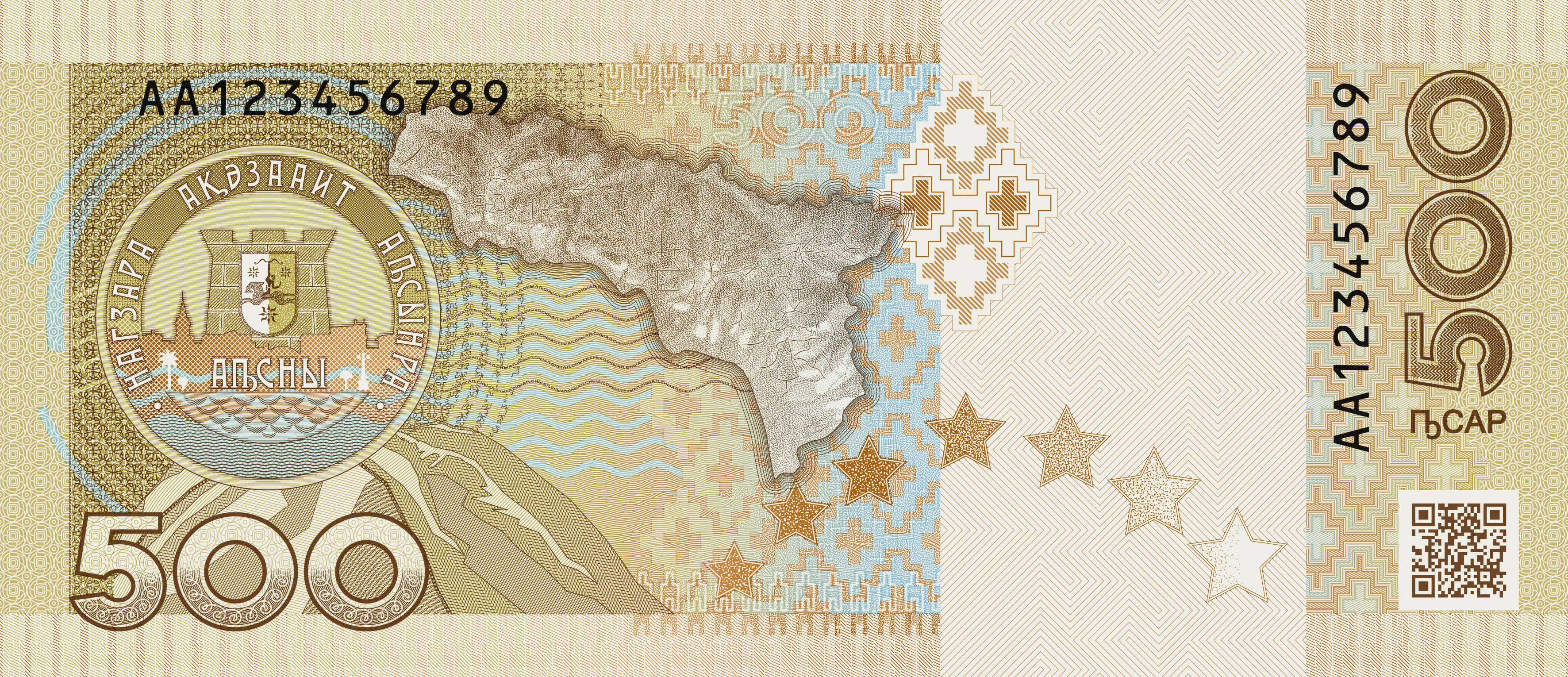

الأبصار (الأبخازية: аԥсар، الآبسار (أو الآبسار) عملة أبخازيا. حتى الآن، صدرت عملات معدنية من فئات 1، 2، 3، 5، 10، 20، 25، 50، و100 أبصار، وأوراق نقدية من فئات 10، 25، 50، 100، و500 أبصار. رغم أن هذه العملات المعدنية والورقية تُعتبر عملة قانونية في جمهورية أبخازيا، إلا أن استخدامها محدود، وتُصنع في الغالب لهواة جمع العملات. في أبخازيا، يُستخدم الروبل الروسي عمليًا. طُرحت أولى عملات الأبصار عام 2008.
أُشتق الاسم من قبيلة أبصار، وهي قبيلة مذكورة في السجلات الجورجية التي سكنت المنطقة في العصور الوسطى ويُعتقد أنها أسلاف الشعب الأبخازي.
يتولى بنك أبخازيا مسؤولية عملات الأبصار، أصدر حتى الآن سلسلتين: "شخصيات أبخازيا البارزة" (6 عملات) و"الحرب الوطنية للأبخاز 1992-1993" (عملتان). من بين الشخصيات التي ظهرت على العملات:
- فلاديسلاف أردزينبا، أول رئيس لأبخازيا (1994–2005)
- فاضل اسكندر، كاتب
- ديمتري جوليا، كاتب
- سامسون تشانبا، كاتب ورجل دولة
- باغرات شينكوبا، كاتب وسياسي
- ألكسندر تشاتشبا، فنان

صُنعت عملات فئتي 10 و100 أبصار من الفضة؛ وصُنعت عملات فئتي 25 و50 أبسار من الذهب. عدد العملات المنتجة قليل: سُكت 2000 عملة فضية و1000 عملة ذهبية.

## إصدارات

### عملات تذكارية لعام 2008 بمناسبة الذكرى الخامسة عشرة لانتصار أبخازيا فيحرب 1992-1993
|                                | فلاديسلاف أردزينبا والدولة الأبخازية |                                       |                                       |
| المصمم: BR Japua، VM Erokhin   | المصمم: BR Japua، VM Erokhin         | دار سك العملة: دار سك العملة في موسكو | دار سك العملة: دار سك العملة في موسكو |
| القيمة: 10 أبسار               | سبيكة: Ag 925                        | الكمية: 2000                          | الجودة: مثل الدليل                    |
| صدر في: ٢٦ سبتمبر ٢٠٠٨         | القطر: 39.0 مم                       | السُمك: 3,30 ± 0,35 مم                 | الوزن: 33,94 ± 0,31 جرام              |
|                                | فلاديسلاف أردزينبا والدولة الأبخازية |                                       |                                       |
| المصممون: BR Japua، VM Erokhin | المصممون: BR Japua، VM Erokhin       | دار سك العملة: دار سك العملة في موسكو | دار سك العملة: دار سك العملة في موسكو |
| القيمة: 50 أبسار               | سبيكة: Au 999                        | الكمية: 1000                          | الجودة: مثل الدليل                    |
| صدر في: ٢٦ سبتمبر ٢٠٠٨         | القطر: 39.0 مم                       | السمك: 1,7 ± 0,2 مم                   | الوزن: 15,72 ± 0,15 جرام              |
|                                | انتصار                               |                                       |                                       |
| المصمم: BR Japua، VM Erokhin   | المصمم: BR Japua، VM Erokhin         | دار سك العملة: دار سك العملة في موسكو | دار سك العملة: دار سك العملة في موسكو |
| القيمة: 10 أبسار               | سبيكة: Ag 925، Au 999                | الكمية: 2000                          | الجودة: مقاومة للماء، مقاومة للماء    |
| صدر في: ٢٦ سبتمبر ٢٠٠٨         | القطر: 39.0 مم                       | السُمك: 3,30 ± 0,35 مم                 | الوزن: 33,94 ± 0,31 جرام              |
|                                | انتصار                               |                                       |                                       |
| المصممون: BR Japua، VM Erokhin | المصممون: BR Japua، VM Erokhin       | دار سك العملة: دار سك العملة في موسكو | دار سك العملة: دار سك العملة في موسكو |
| القيمة: 50 أبسار               | سبيكة: Au 999                        | الكمية: 1000                          | الجودة: مقاومة للماء، مقاومة للماء    |
| صدر في: ٢٦ سبتمبر ٢٠٠٨         | القطر: 39.0 مم                       | السمك: 1,7 ± 0,2 مم                   | الوزن: 15,72 ± 0,15 جرام              |

### 2009

#### عملات تذكارية للكتاب الأبخاز
|                                      | (عيد ميلاد 80) فاضل اسكندر           |                                       |                                       |
| المصمم: بي آر جابوا                  | المصمم: بي آر جابوا                  | دار سك العملة: دار سك العملة في موسكو | دار سك العملة: دار سك العملة في موسكو |
| القيمة: 10 أبسار                     | سبيكة: Ag 925                        | الكمية: 2000                          | الجودة: مثل الدليل                    |
| صدر في: 6 مايو 2009                  | القطر: 39.0 مم                       | السُمك: 3,30 ± 0,35 مم                 | الوزن: 33,94 ± 0,31 جرام              |
|                                      | ديمتري جوليا                         |                                       |                                       |
| المصممين: تي دي كايتان، في إم إروخين | المصممين: تي دي كايتان، في إم إروخين | دار سك العملة: دار سك العملة في موسكو | دار سك العملة: دار سك العملة في موسكو |
| القيمة: 10 أبسار                     | سبيكة: Ag 925                        | الكمية: 1000                          | الجودة: مثل الدليل                    |
| صدر في: ٢٩ يونيو ٢٠٠٩                | القطر: 39.0 مم                       | السُمك: 3,30 ± 0,35 مم                 | الوزن: 33,94 ± 0,31 جرام              |
|                                      | سامسون تشانبا                        |                                       |                                       |
| المصممون: BR Japua، VM Erokhin       | المصممون: BR Japua، VM Erokhin       | دار سك العملة: دار سك العملة في موسكو | دار سك العملة: دار سك العملة في موسكو |
| القيمة: 10 أبسار                     | سبيكة: Ag 925                        | الكمية: 1000                          | الجودة: مثل الدليل                    |
| صدر في: ٢٩ يونيو ٢٠٠٩                | القطر: 39.0 مم                       | السُمك: 3,30 ± 0,35 مم                 | الوزن: 33,94 ± 0,31 جرام              |
|                                      | باجرات شينكوبا                       |                                       |                                       |
| المصممون: RT Gablia، VM Erokhin      | المصممون: RT Gablia، VM Erokhin      | دار سك العملة: دار سك العملة في موسكو | دار سك العملة: دار سك العملة في موسكو |
| القيمة: 10 أبسار                     | سبيكة: Ag 925                        | الكمية: 1000                          | الجودة: مثل الدليل                    |
| صدر في: ٢٩ يونيو ٢٠٠٩                | القطر: 39.0 مم                       | السُمك: 3,30 ± 0,35 مم                 | الوزن: 33,94 ± 0,31 جرام              |
|                                      | ألكسندر تشاتشبا                      |                                       |                                       |
| المصممون: BR Japua                   | المصممون: BR Japua                   | دار سك العملة: دار سك العملة في موسكو | دار سك العملة: دار سك العملة في موسكو |
| القيمة: 10 أبسار                     | سبيكة: Ag 925                        | الكمية: 1000                          | الجودة: مثل الدليل                    |
| صدر في: ١٦ نوفمبر ٢٠٠٩               | القطر: 39.0 مم                       | السُمك: 3,30 ± 0,35 مم                 | الوزن: 33,94 ± 0,31 جرام              |

#### عملة نارت التذكارية
|                                 | النارتيون                       |                                       |                                       |
| المصممون: RT Gablia، VM Erokhin | المصممون: RT Gablia، VM Erokhin | دار سك العملة: دار سك العملة في موسكو | دار سك العملة: دار سك العملة في موسكو |
| القيمة: 25 أبسار                | سبيكة: Au 999                   | الكمية: 1000                          | الجودة: غير متداولة                   |
| صدر في: ١٦ نوفمبر ٢٠٠٩          | القطر: 22.6 مم                  | سماكة:                                | وزن:                                  |

### 2010

#### عملات تذكارية لعام 2010 المعالم التاريخية في أبخازيا
|                                   | كاتدرائية بيديسكي سانت ماري     |                        |                        |
| المصممين: جابوا بي آر             | المصممين: جابوا بي آر           | النعناع: موسكو النعناع | النعناع: موسكو النعناع |
| القيمة: 10 أبسار                  | سبيكة:                          | الكمية:                | الجودة:                |
| صدرت: 6 كانون الأول / ديسمبر 2010 | القطر: 39.0 مم                  | سمك: 2.0 مم            | الوزن: 33.94           |
|                                   | كنيسة القديس سمعان الكنعاني     |                        |                        |
| المصممين: جابوا بي آر             | المصممين: جابوا بي آر           | النعناع: موسكو النعناع | النعناع: موسكو النعناع |
| القيمة: 10 أبسار                  | سبيكة:                          | الكمية:                | الجودة:                |
| صدرت: 6 كانون الأول / ديسمبر 2010 | القطر: 39.0 مم                  | سمك: 3.3 مم            | الوزن: 33.94           |
|                                   | كاتدرائية سانت أندرو بيتسوندسكي |                        |                        |
| المصممين: جابوا بي آر             | المصممين: جابوا بي آر           | النعناع: موسكو النعناع | النعناع: موسكو النعناع |
| القيمة: 10 أبسار                  | سبيكة:                          | الكمية:                | الجودة:                |
| صدرت: 6 كانون الأول / ديسمبر 2010 | القطر: 39.0 مم                  | سمك: 3.3 مم            | الوزن: 33.94           |
|                                   | كاتدرائية صعود ميكوسكي          |                        |                        |
| المصممين: جابوا بي آر             | المصممين: جابوا بي آر           | النعناع: موسكو النعناع | النعناع: موسكو النعناع |
| القيمة: 10 أبسار                  | سبيكة:                          | الكمية:                | الجودة:                |
| صدرت: 6 كانون الأول / ديسمبر 2010 | القطر: 39.0 مم                  | سمك: 3.3 مم            | الوزن: 33.94           |
|                                   | كنيسة صعود ليهنينسكي            |                        |                        |
| المصممين: جابوا بي آر             | المصممين: جابوا بي آر           | النعناع: موسكو النعناع | النعناع: موسكو النعناع |
| القيمة: 10 أبسار                  | سبيكة:                          | الكمية:                | الجودة:                |
| صدرت: 6 كانون الأول / ديسمبر 2010 | القطر: 39.0 مم                  | سمك: 3.3 مم            | الوزن: 33.94           |
|                                   | كنيسة إليرسكي سانت جورج         |                        |                        |
| المصممين: جابوا بي آر             | المصممين: جابوا بي آر           | النعناع: موسكو النعناع | النعناع: موسكو النعناع |
| القيمة: 10 أبسار                  | سبيكة:                          | الكمية:                | الجودة:                |
| صدرت: 6 كانون الأول / ديسمبر 2010 | القطر: 39.0 مم                  | سمك: 3.3 مم            | الوزن: 33.94           |
|                                   | كاتدرائية صعود دراندسكي         |                        |                        |
| المصممين: جابوا بي آر             | المصممين: جابوا بي آر           | النعناع: موسكو النعناع | النعناع: موسكو النعناع |
| القيمة: 10 أبسار                  | سبيكة:                          | الكمية:                | الجودة:                |
| صدرت: 6 كانون الأول / ديسمبر 2010 | القطر: 39.0 مم                  | سمك: 3.3 مم            | الوزن: 33.94           |

### 2011

#### عملة تذكارية لبطولة العالم للدومينو 2011
|                        | بطولة العالم للدومينو |                                              |                                              |
| المصممون: Japua BR     | المصممون: Japua BR    | دار سك العملة: دار سك العملة في سانت بطرسبرغ | دار سك العملة: دار سك العملة في سانت بطرسبرغ |
| القيمة: 10 أبسار       | سبيكة: Au 925         | الكمية: غير متداولة                          | الجودة: غير متداولة                          |
| صدر في: ١٢ سبتمبر ٢٠١١ | القطر: 39.0 مم        | سماكة:                                       | وزن:                                         |

#### عملات تذكارية لعام 2011 المعالم التاريخية في أبخازيا
|                        | كنيسة القديس سمعان الكنعاني |                                       |                                       |
| المصممون: Japua BR     | المصممون: Japua BR          | دار سك العملة: دار سك العملة في موسكو | دار سك العملة: دار سك العملة في موسكو |
| القيمة: 10 أبسار       | سبيكة:                      | كمية:                                 | جودة:                                 |
| صدر في: ١٥ فبراير ٢٠١٢ | القطر: 39.0 مم              | السمك: 3.3 مم                         | الوزن: 33.94                          |

### 2012

#### عملات تذكارية لعام 2012 المعالم التاريخية في أبخازيا
|                             | كاتدرائية دورميتيون في ميكو      |                        |                        |
| المصممين: جابوا بي آر       | المصممين: جابوا بي آر            | النعناع: موسكو النعناع | النعناع: موسكو النعناع |
| القيمة: 10 أبسار            | سبيكة:                           | الكمية:                | الجودة:                |
| صدرت: 15 شباط / فبراير 2012 | القطر: 39.0 مم                   | سمك: 3.3 مم            | الوزن: 33.94           |
|                             | كاتدرائية البطريركية في بيتسوندا |                        |                        |
| المصممين: جابوا بي آر       | المصممين: جابوا بي آر            | النعناع: موسكو النعناع | النعناع: موسكو النعناع |
| القيمة: 10 أبسار            | سبيكة:                           | الكمية:                | الجودة:                |
| صدرت: 15 شباط / فبراير 2012 | القطر: 39.0 مم                   | سمك: 3.3 مم            | الوزن: 33.94           |
|                             | كاتدرائية بيديا والدة الإله      |                        |                        |
| المصممين: جابوا بي آر       | المصممين: جابوا بي آر            | النعناع: موسكو النعناع | النعناع: موسكو النعناع |
| القيمة: 10 أبسار            | سبيكة:                           | الكمية:                | الجودة:                |
| صدرت: 15 شباط / فبراير 2012 | القطر: 39.0 مم                   | سمك: 3.3 مم            | الوزن: 33.94           |
|                             | كنيسة القديس جورج في إيلوري      |                        |                        |
| المصممين: جابوا بي آر       | المصممين: جابوا بي آر            | النعناع: موسكو النعناع | النعناع: موسكو النعناع |
| القيمة: 10 أبسار            | سبيكة:                           | الكمية:                | الجودة:                |
| صدرت: 15 شباط / فبراير 2012 | القطر: 39.0 مم                   | سمك: 3.3 مم            | الوزن: 33.94           |
|                             | كاتدرائية دورميتيون في دراندا    |                        |                        |
| المصممين: جابوا بي آر       | المصممين: جابوا بي آر            | النعناع: موسكو النعناع | النعناع: موسكو النعناع |
| القيمة: 10 أبسار            | سبيكة:                           | الكمية:                | الجودة:                |
| صدرت: 15 شباط / فبراير 2012 | القطر: 39.0 مم                   | سمك: 3.3 مم            | الوزن: 33.94           |
|                             | كاتدرائية دورميتيون ليخني        |                        |                        |
| المصممين: جابوا بي آر       | المصممين: جابوا بي آر            | النعناع: موسكو النعناع | النعناع: موسكو النعناع |
| القيمة: 10 أبسار            | سبيكة:                           | الكمية:                | الجودة:                |
| صدرت: 15 شباط / فبراير 2012 | القطر: 39.0 مم                   | سمك: 3.3 مم            | الوزن: 33.94           |

### الأوراق النقدية للأبصار الأبخازي
في 29 سبتمبر 2018، أصدر البنك الوطني لجمهورية أبخازيا أول ورقة نقدية بقيمة 500 أبصار، احتفالًا بالذكرى 25 للنصر في الحرب الوطنية لشعب أبخازيا ورئيسها الأول، فلاديسلاف أرينبا . طبع 10,000 ورقة نقدية، ولكن لم تُصدر للتداول العام.
في عام 2023، أصدر البنك الوطني لجمهورية أبخازيا ورقة نقدية بقيمة 25 أبصارًا، احتفالًا بالذكرى 30 للنصر في الحرب الوطنية لشعب أبخازيا. وطبع 15,000 ورقة نقدية، ولكن لم تُصدر للتداول العام.
في أبريل 2024، أصدر البنك صورًا لأوراق نقدية تذكارية جديدة من فئتي 10 و100 أبصار. طُرحت هذه الأوراق النقدية في 10 يونيو 2024.
في مايو 2025، أصدر البنك صورًا لأوراق نقدية تذكارية جديدة من فئة 50 أبصار. ومن المقرر إصدارها في يونيو 2025
| صورة | صورة | قيمة      | أبعاد       | اللون الرئيسي | اللون الرئيسي | وصف                                                         | وصف                                           | وصف                   | تاريخ الإصدار  | Ref.   |
| وجه العملة | يعكس | قيمة      | أبعاد       | اللون الرئيسي | اللون الرئيسي | وجه العملة                                                  | يعكس                                          | العلامة المائية       | تاريخ الإصدار  | Ref.   |
| --- | ---- | --------- | ----------- | ------------- | ------------- | ----------------------------------------------------------- | --------------------------------------------- | --------------------- | -------------- | ------ |
| |      | 10 أبسار  | 150 × 65 مم |               | أصفر          | نمر قوقازي ، فأس برونزي                                     | فأس برونزي، ألاباشا (عصا عسكرية تقليدية)      | وجه النمر القوقازي    | 10 يونيو 2024  | [ 8 ]  |
| |      | 25 أبسار  | 150 × 65 مم |               | أخضر          | رأس النسر، النسر في الطيران                                 | جنود أبخازيون                                 | رأس نسر               | 22 مايو 2023   | [ 9 ]  |
| |      | 50 أبسار  | 150 × 65 مم |               | أزرق          | دلافين البحر الأسود ذات الأنف الزجاجي ، وقناديل البحر       | سفينة حربية من العصور الوسطى، حصان البحر      | مرساة داخل الماس      | 1 يونيو 2025   | [ 10 ] |
| |      | 100 أبسار | 150 × 65 مم |               | أرجواني       | أيل بحر قزوين الأحمر ، طائر أسود مع غصن صنوبر، جبال القوقاز | الدولمنات والكرومليك من العصر البرونزي المبكر | رأس غزال قزوين الأحمر | 10 يونيو 2024  | [ 11 ] |
| |      | 500 أبسار | 150 × 65 مم |               | بني           | فلاديسلاف أردزينبا ، جنود يرفعون علم أبخازيا                | زخرفة تحمل شعار أبخازيا ، خريطة أبخازيا       | نمط نسج السلة         | 29 سبتمبر 2018 | [ 12 ] |
| These images are to scale at 0.7 pixel per millimetre. For table standards, see the جدول مواصفات الأوراق النقدية . |      |           |             |               |               |                                                             |                                               |                       |                |        |

## روابط خارجية
- Coins of Abkhazia at CISCoins.net
- Coins minted by the Bank of Abkhazia
- Catalog of the coins of Abkhazia (Numista)
- Banknote News page for Abkhazia
- Catalog of the banknotes of Abkhazia (Numista)
- Catalog of the banknotes of Abkhazia
- National Bank of the Republic of Abkhazia